# 한국 무용
한국무(韓國舞)는 우리나라 고유의 대한민국의 춤이다 한국의 전통 문화를 바탕으로 하여 만들어진 모든 종류의 무용을 말한다. 한국무는 크게 궁중무·민속무·가면무·의식무·창작무용 등으로 나눌 수 있다. 그리고 한국무용이라는 말 보다는 한국무 또는 한국춤으로 하는 것이 옳다. 무용이라는 단어는 20세기 이후에 쓰여졌다.

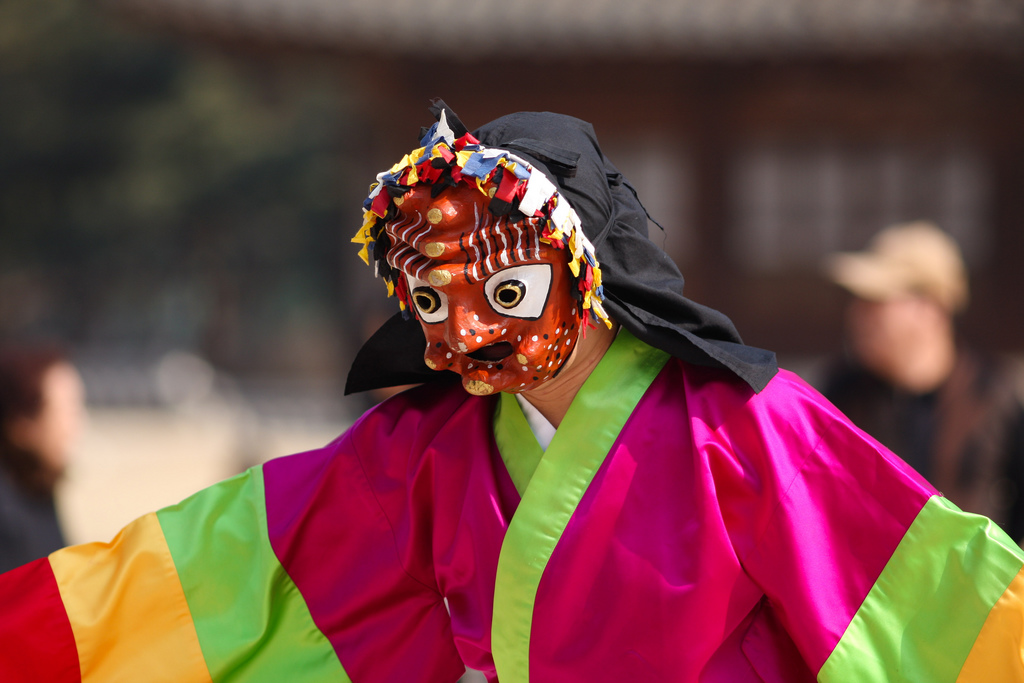
한국 가면무용중의 하나인 봉산탈춤

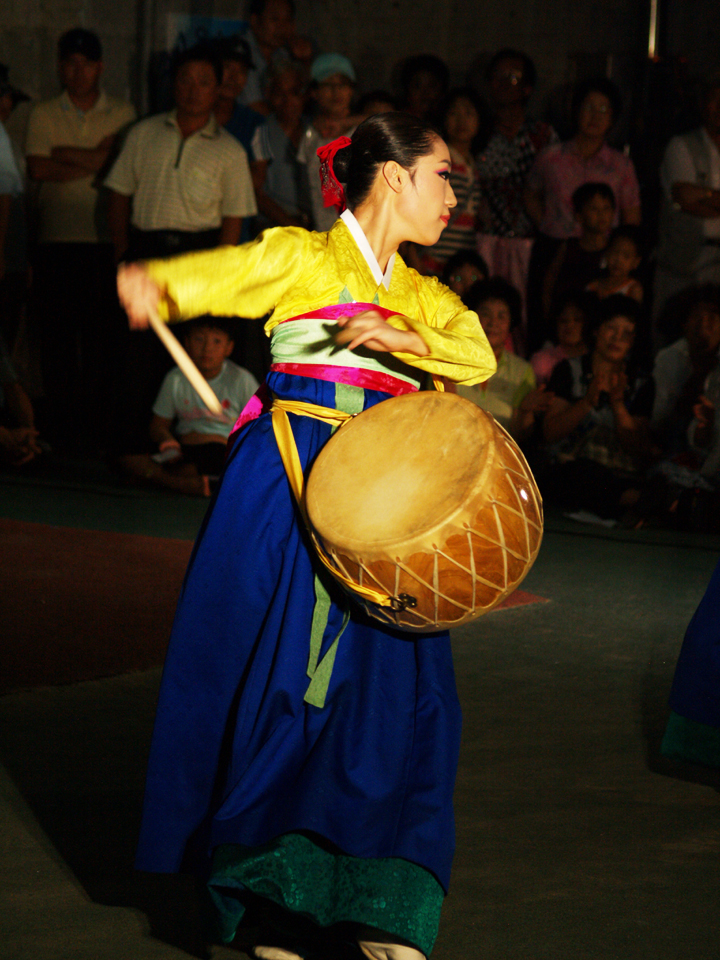
한국 민속무용의 하나인 진도북춤

## 특징
한국무용의 원초적 형태는 국가적 의식 끝에 있는 축제(祝祭)의 흥이 어깨에서 구체화되어, 장단가락과 박자에 맞추어 온몸으로 퍼지는 춤사위를 한국적인 멋으로 승화한 것으로 집약할 수 있다.
그러나 삼국시대를 거쳐 고려·조선시대로 내려오면서 이러한 한국무용의 특성은 변형되었다. 고려·조선시대의 윤리와 사상의 근저를 이루었던 불교와 유교의 가르침은 자연스럽게 발로되는 감각적 육체의 미를 부정하였고 그 때문에 육체의 노출은 금기(禁忌)로 되어 왔다. 이러한 영향 아래 한국무용의 특성이 변형·정형화(定型化)된 것이 궁정무용(宮廷舞踊)이다. 이와는 대조적으로 궁정무용과 함께 한국무용의 양대산맥(兩大山脈)이라 할 민속무용은 한국무용의 고유의 원형(原型)을 살리고, 중국의 무용을 흡수·소화한 것으로 경쾌하고 장중하며, 우아하면서도 변화가 거침없는 무용으로 발전하였다.

### 궁중무
춤의 테마를 동작이 아니라 노래로써 설명한다는 점이 가장 큰 특성이 된다. 여기 사용되는 노래를 창사(唱詞)·치어(致語)·치사(致詞)·구어라고 하는데, 춤이 시작되자마자 제일 먼저 부르는 것을 선구호(先口號)라 하며, 춤이 끝날 무렵 퇴장하기 직전에 부르는 것을 후구호(後口號)라 부른다. 노래는 이 밖에 춤추는 중간에도 부르고 춤추면서도 부른다.
동작면으로 보면 춤의 가락이 우아하고, 선(線)이 고우며 몸가짐이 바르고, 동작의 변화가 적어 다양하지 못하다. 사용되는 장단(長短) 및 박자(拍子)은 매우 유장(悠長)하며, 급하고 촉박한 것은 금기로 되어 있다. 또한 의상(衣裳)이 현란하고 구성이 장대하며 의상의 색조(色調)에 있어서는 오행설(五行說)에 의하여 방위(方位)에 부합되는 것을 입었다.
반주에 사용되는 장단은 20박(拍)을 1장단으로 한 것, 16박을 1장단으로 한 것, 12박을 1장단으로 한 것, 10박을 1장단으로 한 것, 6박을 1장단으로 한 것, 4박을 1장단으로 한 것 등 6종이 있다.

### 민속무
제약을 많이 받아 단조로운 가락으로 고정된 궁정무용과는 달리 원초의 자연스런 가락이 잘 보전된 것이 민속무용이다. 한국의 민속무용은 원시 민간신앙의 잔재인 각종 제사와 서민대중이 즐겨하는 세시풍속(歲時風俗) 중에서 자연발생적으로 싹트고 움터서 그때부터 민중과 결부·밀착되어 민중과 호흡을 같이 하고, 서민대중의 생활환경 속에서 뿌리를 박고 오랫동안을 성장·발육되어 왔다. 민속무용은 어떠한 격식이나 일정한 법도(法度)가 필요치 않고 서민들의 정서와 소박한 감정을 적나라하게 표출한다는 데에 생명이 있다 하겠다.

#### 한국 민속무용의 특색
1. 대체적인 형성시기와 발생 장소는 짐작되지만 작자와 창작된 연대가 분명치 않은 점이다. 다른 민속예술분야도 대개 그러하지만 민속무용도 어느 한 사람이 창작한 것이 아니라, 오랜 세월이 흐르는 동안 조금씩 틀이 잡히면서 발전하여 오늘에 이른 것이므로 당연한 일이다.
2. 내용이 평민계급의 소박한 생활감정을 묘사했다는 점인데, 민속무용을 창작하고 이어온 것이 서민들이므로 수긍이 간다.
3. 춤을 전개하는 데 있어 기본되는 가락은 있으나 세부적으로는 개인의 창의성을 자유자재로 구사할 수 있다는 점으로, 이 점은 틀에 박혔다 할 수 있는 궁정무용과 가장 대조적인 점이다.
4. 찬란한 의상이나 복잡한 무대장치가 없어도 적당한 넓이를 가진 장소면 어디에서고 출 수 있는 점이다.
5. 장단(長短) 및 박자(拍子)는 염불(6박이 1장단), 타령(12박이 1장단) 등이 쓰이며, 그 밖에 남도지방의 산조곡(散調曲) 장단과 무악(舞樂)인 살풀이장단 등도 사용한다.

#### 한국 민속무의 종류
현재 남아있는 민속무용 중 몇 가지를 들면 다음과 같다.
- 농악무(農樂舞)
- 승무(僧舞)
- 강강수월래
- 한량무(閑良舞)
- 남무(男舞)
- 살풀이춤
- 무당춤
- 무동춤
- 장고춤
- 소고춤

### 가면무

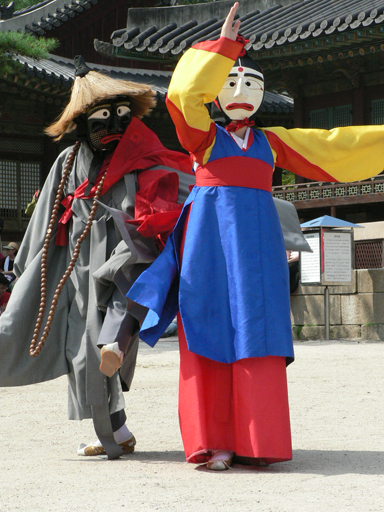
송파산대놀이

가면무용은 원시적인 신앙행사나 세시풍속의 행위에서 발생되었다고 할지라도 특정된 지역에 기반을 두고 그 지방에 뿌리를 박고 토착화되어서, 오랫동안 그 지역의 범위 안에서만 성행하고 성장되어 현재까지 전해진 춤을 말하는 것이다. 현재 각 지방에 남아 있는 탈춤(가면무용)들은 전체적으로 내용에 있어서는 대동소이하지만, 노는 형태에 있어서나 춤가락면에 있어서는 각각 그 지방대로의 특징이 있다. 멀리 삼국시대에서 근세에 이르는 동안 궁정무인 정재(呈才)에서 서민들의 놀이인 산대춤에 이르기까지 민속예술의 뼈대를 이루어 온 것이 바로 가면무용이다.

#### 지역 분포에 따른 분류
중부형 탈춤
중부형은 서울을 중심으로 한 그 근교와 경기도 일원에서 추었던 것이다. 지금은 경기도의 양주산대(楊州山臺)놀이와 송파(松坡)의 산대놀이에만 보존되어 있다. 이 놀이들은 동일한 계통의 것이지만 아주 근소한 차이점이 있다.
경남형 탈춤
경남형은 경상남도 합천군 초계(草溪)의 밤마리라는 포구에서 발생되었다고 전해지고 있는 탈춤이다. 이를 오광대(五廣大)라고 한다. 오광대란 이름은 5행설(五行說)에 의거한 것이고, 이 놀이의 구성에 있어서도 다섯 과장으로 되어 있어, 5방신장(五方神將)·5문둥이·5양반(五兩班) 등이 등장하여 연희한다. 오광대는 경남 일대의 여러 곳에 전파되어 있었다가 거의 소멸해 없어지고, 지금에는 통영시와 고성군의 두 곳에 남아 있고, 이 춤들이 약화되고 변질되어 놀이화하여, 부산 동래구와 수영(水營)에 들놀이(野遊)로 남아있다.
해서형 탈춤
해서형은 황해도 봉산군을 주축으로 삼고, 근접한 해안선 지역과 내륙지방을 포함하여 여러 곳에 산재해 있던 탈춤이다. 봉산탈춤과 강령탈춤이 그 대표적인 탈춤으로, 같은 계통의 춤이지만 독특한 점을 지니고 있다.
기타 지역의 탈춤
기타지역으로는 함경도 북청사자놀음과, 강원도 대관령 단오제의 관노가면(官奴假面)놀이와, 경북 안동의 하회별신굿놀이에서의 탈춤 등이 있다.

#### 한국 가면무용의 특징
1. 얼굴 위에 가면을 쓰고 추는 점,
2. 연희자 전원이 남자로 구성된다는 점,
3. 춤에 노래와 대사가 곁들여진 종합예술이란 점,
4. 벽사진경의 의식무, 파계승에 대한 풍자, 양반계급에 대한 모욕, 남녀간의 갈등1부(夫) 대 처첩(妻妾)의 삼각 관계, 서민생활의 빈곤상의 폭로 등 어떤 가면극이든 공통되는 주제를 가졌다는 점,
5. 과장(科場)마다 독립성을 가졌다는 점,
6. 사회성을 띠고 있다는 점

### 의식무

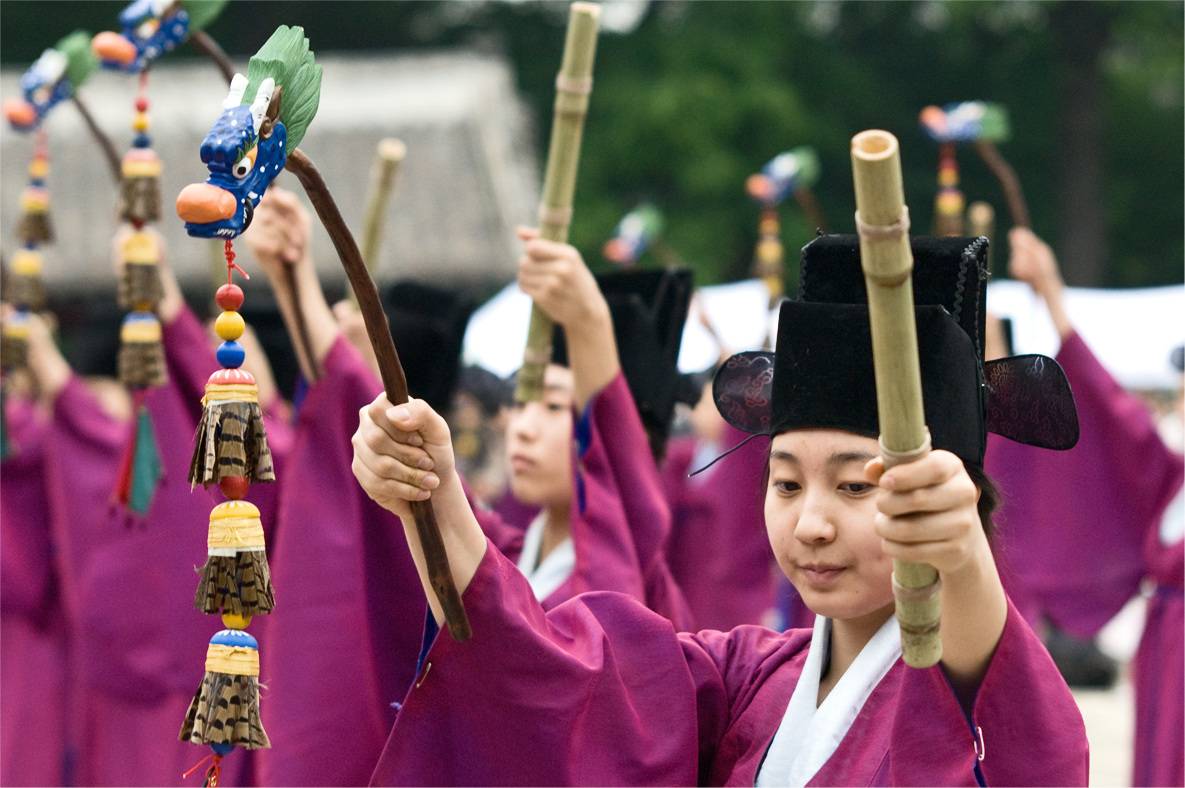
종묘제례의 일무

의식무용은 불교의 재의식(齋儀式)과 문묘·종묘의 제사에서 추는 춤이다. 이외에도 과거에는 원구단, 사직단(社稷壇－地神) 제사에서도 노래와 춤이 있었으나, 오늘날은 제사마저 폐ㅋ지되었기 때문에 춤은 소멸되었다. 먼저 불교계통의 무용은 5종이 있는데
1. 나비춤
2. 바라춤
3. 법고춤
4. 목어
5. 타주(打柱)

등 5가지가 그것이다. 불교 재의식 절차 중에는 '식당작법(食堂作法)'이라고 하는 순서가 있어서, 반드시 상기 5종의 춤을 추는 대목이 있다. 5종의 춤은 불경의 범음(梵音)과 북·징·장고·호적 등이 반주로 사용된다.
이외에 문묘와 종묘에서 추는 일무(佾舞)가 있다.

#### 한국 의식무의 특색
1. 의식 절차에 따라 춤이 진행된다는 점,
2. 춤으로서의 독자성·독립성이 희박한 점,
3. 의식의 주체가 되는 사람의 신분직위(身分職位)에 따라 무원수(舞員數)가 결정된다는 점,
4. 무용종류에 따라 무용도구가 달라진다는 점

### 창작무용
창작무용은 전통무의 형식이나 현대무용의 형식을 토대삼아 창작되는 새로운 무용을 말한다. 현재에 연희되는 한량무나 태평무는 모두 종래에 있던 춤이 아니고, 창작무로 보아야 할 부분들이다. 특히 한량무는 종래의 '무용극'적인 성격 대신 독무로 발전해 왔으며, 그 춤의 모티브 또한 '한량과 승려가 기생을 유혹하는 이야기'로서 풍자적인 요소를 띄고 있는 종래의 한량무와는 달리, 풍류를 즐기는 선비를 모티브로 하거나 나이 먹은 선비가 화려한 젊은날을 회상하는 것을 모티브로 하는 쪽으로 발전했다. 후자의 경우에는 신무용가 조택원에 의해 안무된 신무용 신노심불로(身老心不老, 몸은 늙었으나 마음은 늙지 않았다.)라는 작품으로 신무용화 된 일이 있으며, 이것이 다시 전통무용에 접목되면서 현대의 한량무로 넘어 온 것이라 할 수 있다. 태평무의 경우에도 김숙자(金淑子)가 보유하고 있는 경기도당굿의 한 과장으로서 추어지는 태평무가 있는데 이것을 모티브로 해서 한성준이 창작한 것이 현대에 흔히 추어지는 태평무의 원형이다. 이때의 태평무는 '왕의 춤', '왕비의 춤'으로 형상화 된 것으로 현재 김숙자 류의 그것과는 무구부터 차림이 모두 다르다. 이들 춤은 현재 모두 전통 무용으로 인정되고 있지만, 전통을 기반에 둔 창작춤으로 보아야 할 것이며, 태평무의 경우에는 한성준의 것 이외에도 그 제자 강선영이 왕십리도당굿의 장단을 중심으로 다시 짠 강선영류가 무형문화재로 지정되어 있는 만큼, '전통있는 창작무용'으로 보는 것이 정확할 것이다.

## 한국무용의 역사

### 상고시대의 무
한국무용도 다른 부족국가의 무용과 마찬가지로 상고시대의 종교의식에서 기원되어 발달해 왔다. 시가(詩歌)와 음악과 무용은 우리의 선조들이 하늘을 받들던 정치 및 종교와 불가분의 관계에 놓여 있었다. 그리고 고대에 있어서는 음악과 시가와 무용이 구별되지 않고 종합예술(綜合藝術)로서 성립하였다. 즉 음악과 시가와 무용은 이른바 삼위일체(三位一體)가 되어, 음악이 있으면 시가가 있고, 시가가 있으면 반드시 무용이 수반되어 이것을 악(樂)이라 규정했던 것이다.

#### 우륵과 가무악
가야(伽倻)가 쇠망하자 신라에 귀화한 우륵(于勒)은 진흥왕(眞興王)의 수우(殊遇)를 받고, 진흥왕이 맡긴 계고(階古), 법지(法知), 만덕(萬德) 등 세 제자에게 그 자질을 좇아 계고에게는 가야금, 법지에게는 노래, 만덕에게는 춤을 각각 가르쳤다고 한다. 이로 보아 우륵이 가야금뿐만 아니라 노래와 춤에도 유능하였고, 우륵이 작곡한 12곡도 악장(樂章)과 무용이 결부되었음을 짐작할 수 있다. 그러므로 고대로부터 전해오는 악곡(樂曲)은 예외 없이 무용이 따랐으나, 점차 가사(歌詞)를 잃고 무용도 제외된 것이 많았을 것으로 추측된다.

#### 북방 부족국가의 무용
한반도 북방의 부족국가였던 부여(扶餘)의 영고(迎鼓)와 예(濊)의 무천(舞天)은 고대사회의 종교적 의식의 한 예로서 보통은 음력 10월에 거행되었다. 이것은 물론 모든 부족국가에 있어 공통되듯이 천신(天神)을 위하는 숭고한 의식인 바, 이때 민중들은 천신에게 제물(祭物)을 드리고서 여러 날을 두고 가무(歌舞)를 끊이지 아니했다. 이런 제천의식(祭天儀式)에서 행하는 무용이란 말할 나위도 없이 가장 원시적 형태의 기원과 감사, 아울러 자기승화(自己昇華)의 군무(群舞)였다.

#### 남방 부족국가의 무용
남방(南方)의 또 다른 부족국가인 마한(馬韓)에서는 백성들은 연 2회, 즉 음력으로 5월과 10월의 농사를 다 끝냈을 때 모두 모여서 노래하고 춤추며, 특히 10월에 추수를 끝마치고는 신에게 추수감사(秋收感謝)의 제전을 행하였다. 즉, 마한에서는 5월에 모심기가 끝나면 귀신에게 제사를 하는 바, 이때는 무리를 지어 노래하고 춤추고 술마시며 밤낮을 쉬지 않는다. 또 이때 추는 춤의 절주(節奏)는 탁무(鐸舞)에서와 같고, 10월에 농사를 마치어도 또한 이와 같이 한다. 수십명이 일단을 이루어 지휘자를 선두로 발랄한 타악(打樂)반주에 맞추어 손을 올렸다 내렸다 하며 땅을 울리고, 솟았다 내렸다 하면서 춤을 추는 아주 즐겁고도 건강한 모습이 상상되고도 남는 것이다. 이것은 마한에만 국한되지 않고, 진한(辰韓)·변한(弁韓)같은 인접 부족국가에서도 거의 비슷한 형식의 풍년에의 기원과 추수감사의 의식 및 거기 따르는 무용이 존재하였으리라는 것을 우리는 쉽게 추측할 수 있다. 그리고 이를 사제(司祭)하는 자는 일종의 무격(巫覡)이던 것도 동일했을 것이다. 이는 동시에 신가(神歌)를 짓는 시인(詩人)이요, 작곡과 연주를 겸한 음악가요, 뛰어난 무용가이기도 하였다.

### 삼국시대의 무
삼국시대에는 무용예술이 상고시대보다 더욱 진보·발달하였으며, 무용의 모든 영감(靈感)은 신화(神話)에서 유래하였다.

#### 고구려의 무
고구려에 있어서의 무용은 지서무(芝栖舞), 호선무(胡旋舞) 및 고구려무(高句麗舞)와 같이 당조(唐朝)에 궁정에서 널리 갈채를 받았다는 것이 역사적인 사실로 되어있다. 특히 고구려무(고려무)는 이백(李白)에 의해서, 호선무는 당나라 시인 백낙천(白樂天)에 의해서 불후의 작품이라고 평가받았다. 고구려무는 무인들이 병창(竝唱)하며 가악(家樂)을 부르는 가운데 무동(舞童) 6인이 3대(三隊)로 나누어서 상대하는데, 넓은 소매를 시원스럽게 올려 뿌리는 양상은 가히 짐작이 가는 것이다. 호선무는 한 무녀가 구상(球上)에 올라서서 종횡으로 춤을 추는데 몸을 풍운(風雲)과 같이 비상하여 그 율동이 비할 데 없이 날쌤을 알 수 있다. 또 호선무에 대해서는 통전(通典)을 보면, 네명의 무자(舞者)가 머리 뒤에 퇴곡을 짓고 강포(絳布)로써 이마를 동이고 금당으로써 꾸미는 바, 2인은 황색치마와 속저고리에 적황(赤黃)색 바지요, 2인은 적황색의 군유 같은 빛깔의 바지와 긴 소매에다 조피(鳥皮)의 신발을 신고 쌍쌍이 짝지어 추는 것이었다고 설명하고 있다.

#### 백제의 무
백제의 무용은 대단히 진보를 보았으며 미마지(味摩之)라는 이 나라의 무용가가 중국 오(吳)나라에 건너가서 기악(伎樂)을 배워와, 한국에 가면무용극 산대도감(山臺都監)놀이를 창시하였을 뿐 아니라 이를 일본에 소개하여 불교극(佛敎劇) 기악무(伎樂舞)를 전파케 하였다 한다.

#### 신라의 무
신라의 무용 가운데서 오늘날보다 세련된 형식으로 추어졌던 것은 가면무인 처용무라고 이를 것이다. 신라의 무용제도는 무재(無才), 무척(舞尺)·가척(歌尺)·금척(琴尺)·가척 등으로 분립되어 있어, 무자(舞者)가 독특한 지위를 차지함을 알 수 있다. 전설상의 인물인 처용의 설화의 사실 여부는 차치하고라도 이 처용무는 고려와 조선조를 통하여 섣달 그믐날의 구나(驅儺)에 행해졌다는 사실만으로도 이 무용의 가치를 어느 정도 짐작할 만하다.
이 밖에도 신라에는 많은 가면무용이 행해졌는데, 그 중에도 특출한 것은 최치원의 <향악잡영> 5수에 보이는 서역(西域) 전래의 5기가 될 것이다. 황금빛깔의 가면을 쓰고 추는 '대면(大面)' 남(藍)빛 가면을 쓰고 추는 '속독(束毒)', 사자가면을 쓰고서 추는 '산예', 금칠한 공을 놀리는 '금환(金丸)', 어깨는 움츠리며 우스꽝스럽게 추는 '월전(月顚)' 등이 이때에 성행하였던 가면희였다. 이 중에 대면무(大面舞)를 살펴보면 황금칠을 한 가면을 쓰고, 손에는 구슬채찍을 들고 귀신을 몰아내며, 빠른 걸음인듯 달려나가는 우아한 춤으로, 장쾌하고 우아한 건무(健舞)임을 알 수 있다.
그리고 경주 감산사(甘山寺) 사지(寺址)에서 발견된 석탑 기단에 보이는 12지신상(十二支神像)들의 조각된 모습에서 당시의 춤의 모습을 보면, 현재 전승되고 있는 경상도 5광대(五廣大) 가면극의 덧보기 춤사위와 유사함을 곧 알 수 있는 것이다.
그리고 지금은 우아한 정재(呈才)로 변하였지만, 단검(短劒)을 번뜩이는 무무(武舞)·검무 또는 황창랑무(黃昌郎舞)도 원래는 가면무였던 것이나, 어느때부터 가면을 버렸는지 알 수 없이 오늘에 이르고 있는 것이다.

### 고려시대의 무
고려조의 무용은 초기 삼국시대의 무용이 그대로 전승되었고, 뒤에 송대의 무악(舞樂), 즉 왕모대가무(王母隊歌舞)·포구락(抛毬樂) 등 화려한 송조(宋朝)의 궁정무용, 그리고 일무라고 하는 종교무용의 수입으로 더욱 번성하게 되었다. 문종(文宗) 27년(1078) 2월 연등회(燃燈會)에 교방(敎坊)의 여제자인 진경(眞卿) 등이 답사행가무(踏沙行歌舞)를 전한 것이라든지, 이 해 11월 팔관회(八關會)에서 역시 교방의 여제자 7초영(楚英) 등이 포구락 등이며 구장기별기(九張機別伎)를 아뢴 사실과 동왕 30년(1081) 2월 연등회에서 다시 초영 등이 왕모대가무를 보였는데, 일대(一隊)는 55인으로 혹은 '군왕만세', 혹은 '천하태평' 등의 글자를 춤으로 만들어 장관을 이루었다 한다. 앞서 말한 일무의 '일(佾)'은 춤의 행렬을 뜻하는 것으로, 행수(行數)와 인수(人數)의 종횡이 서로 같아야만 비로소 '일'이라 일컬었다. 일무의 전거(典據)는 <논어(論語)>의 '팔일편(八佾篇)'이 그 시초가 되는 것으로, 중국 고대 아악(雅樂)에 있어 가장 대표적인 무악을 이렇게 이름한 것이다. 일무는 주제(主祭)에 따라 엄격한 무제(舞制)로 되어 있되, 또한 문무(文舞)와 무무(武舞)로 나누며, 이것은 오늘날 문묘(文廟)의 석전(釋奠)에 고식(古式)대로 엄수되고 있다.

### 조선시대의 무
고려를 계승한 조선시대는 무용이 한층 융성함을 보였다. 조선왕조는 건국 당초부터 예악(禮樂)으로써 국정(國政)의 요체(要諦)를 삼았다. 세종대왕은 무악의 정리와 신작(新作)에도 힘을 기울였고, 세조 또한 전대의 소작(所作)인 종묘의 무악 정대업(定大業)·보태평(保太平)의 개산(改刪)에 성공하였다. 더욱이 성종 24년(1492)에 만들어진 <악학궤범>에는 당악정재(唐樂呈才)·향악정재(鄕樂呈才)의 홀기(笏記)를 전재(全載)했을 뿐 아니라 무복(舞服)과 의물(儀物)까지를 소상하게 도설(圖說)하여, 조선조 초기의 궁중무용의 모습을 요연(瞭然)하게 하였다. 태조의 공덕을 찬미한 몽금척무·수보록무, 태종의 공덕을 칭송한 근천정무·수명명무 등 일련의 작품은 개국창업의 좋은 조짐과 새로운 왕조의 위용을 자랑하기 위한 기념비적 의의 이외에 예술적인 가치는 의심되는 것들이기도 하였다.
하지만, 조선조 후기에는 그 양상을 크게 달리하였다. 조선 순조 때 효명세자는 부왕 및 왕후를 위하여 많은 정재를 예제(睿製)하였는데, 그 중에도 특출한 것은 춘앵전이다. 익종은 춘앵전 이외에도 가인전목단(佳人剪牧丹)·보상무(寶相舞)·망선문(望仙門) 등 20여 편의 가작을 남기고 있다. 실로 한국이 낳은 희귀한 안무가(按舞家)이며, 현존하는 약 50종의 궁중무용 중에서 거의 반수에 달하는 작품이 그의 예제가 아니면 개작한 작품인 것이다.

### 개화기 이후의 한국무
상고시대부터 부족단위의 부락제(部落祭)나 그 밖의 행사에 연행되었던 자생적(自生的)인 놀이가 종교를 앞세운 외세(外勢)가 상층사회로 침식되면서부터 하층계급의 전유물로 낙착되고, 시간이 지남에 따라 그러한 놀이 자체도 외래적(外來的) 영향을 받아 복합적으로 수용되어 갔던 과정을 발견할 수 있다. 따라서 종교적인 성격과 오락적인 성격이 복합된 민중희나 무용이 일어나기 시작했다.
1929년 이래 서구에서 수입된 현대적 무용을 제외하고 한국 무용은 이를 편의상 #궁중무용(宮中舞踊)과 #민속무용(民俗舞踊)으로 구분할 수 있을 것이다. 넓은 뜻에서 궁중무용 또는 고전무용이란 아악에서 유래한 일무와, 중국에서 전래한 이른바 당악정재, 그리고 한국에서 제정한 향악정재를 포함한 것이다. 이에 비해 민속무용은 궁중무용이 아닌 것을 모두 포괄할 수 있다(사실 궁중무용까지도 민속 무용에 포함시킬 수 있다.).

### 한국무의 현황과 전망
상고시대부터 유구히 전해오던 우리 무용은 개화 이후의 외세 유입과 일정 36년을 거치는 동안 수난과 고초를 겪는 가운데 위축·쇠잔을 면치 못하였으나 8·15광복과 함께 빈사상태에서 벗어나 회생의 기쁨을 맞게 되었고, 현재에는 많은 무용인이 양성되고, 전통무용의 보전·전승이 성공적으로 진행되고 있으며, 신작 무용 발표회가 활발히 열리는 등 눈부신 발전을 이룩하였다.
물론 한국무용계의 오늘의 상황이 반드시 만족할 만한 것이라고는 할 수 없지만 앞으로의 발전 도약을 점치게 하는 다음 몇 가지 일들은 한국무용계의 앞날을 더욱 밝게 하는 것이 아닐 수 없다.
- 첫째, 정부에서 문화재보호법에 의해 주요 전통무용의 보전·전수사업을 활발히 지원하고 있는 일이다.

- 둘째, 전통무용에 대한 일반사회의 인식이 점차 높아져 가고 있다는 점이다. 이러한 현상은 한국무용이 대중과 호흡을 같이하고, 대중생활에 깊이 뿌리박을 수 있는 무용이 될 수 있음을 시사하는 것이다.

- 셋째, 우리 전통무용에서 소재를 찾는 창작무용 활동이 활발하며, 신작무용의 방향 설정에 있어 전통무용에 기반을 두려는 기풍이 싹트고 있다는 점이다.

- 넷째, 각 대학 무용과의 학도를 비롯한 젊은 학생들이 한국무용에 많은 관심을 보이고 있으며, 적극적으로 참여하고 있다는 점이다.

### 국가무형문화재로 지정된 한국무

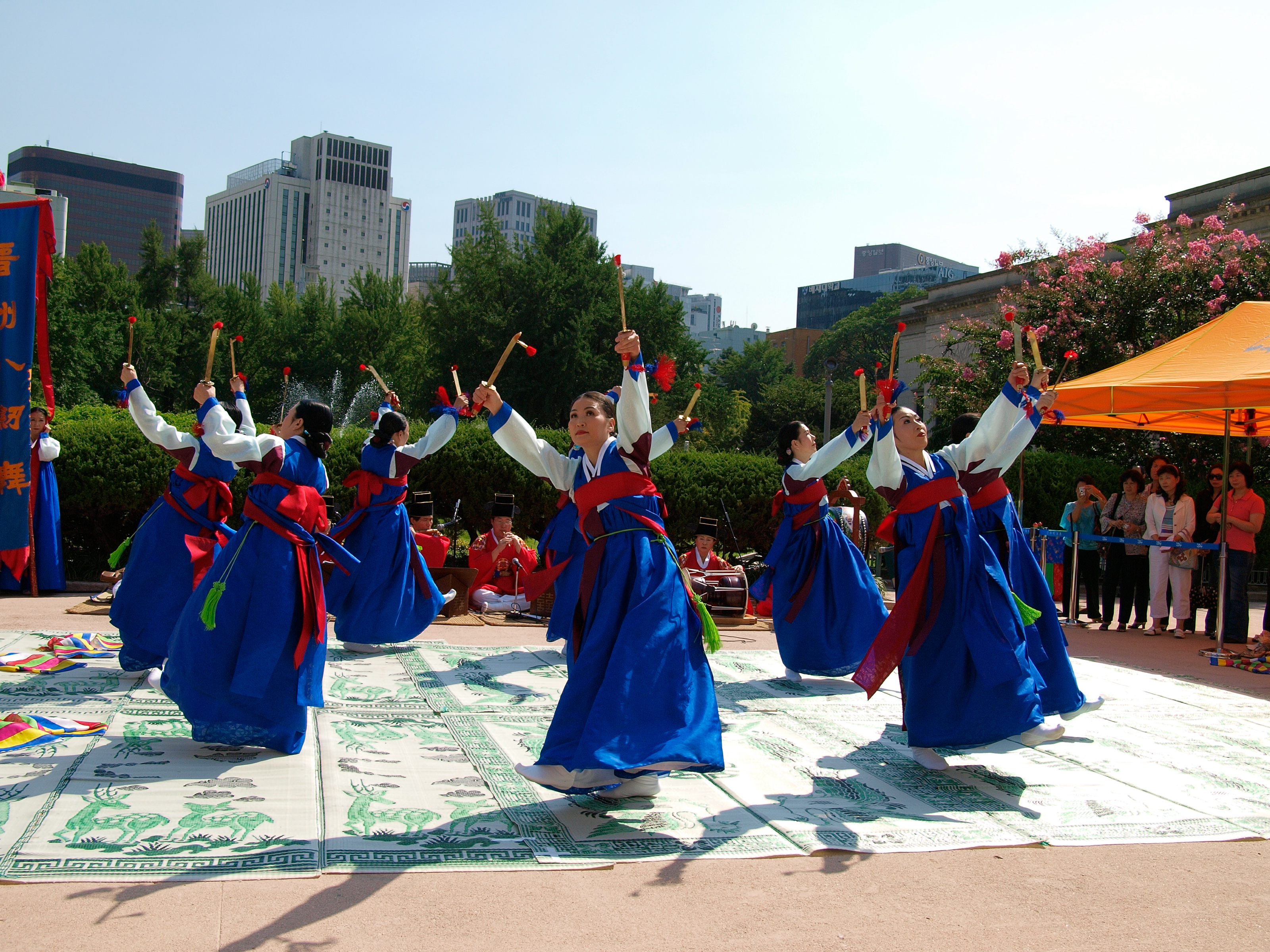
국가무형문화재 제12호 진주검무

궁중무용으로는 신라시대에 발생한 처용무, 고려시대에 연원을 둔 학무, 궁중계통의 무용으로서 지방에 흩어져 있는 경남 진주의 검무, 통영(예전의 충무시)의 승전무, 의식무(儀式舞)로서 종묘제례악 속에 들어 있는 종묘일무(宗廟佾舞), 사찰음악인 범패(梵唄) 속에 들어 있는 나비춤·바라춤·법고(法鼓)·타주(打柱) 등이다.
또한 우리민족 대표적인 민속춤으로 국가무형문화재 제27호 승무가 있으며 춤의 정수는 백미라고 한다.

## 같이 보기
- 국립국악원
- 현대 무용
- 발레